# Cita con Apeles
Cita con Apeles fue un talk show de televisión, producido por Gestmusic y emitido por la cadena española Telecinco en 1997. Estaba dirigido y presentado por el Padre Apeles y Rocío Carrasco, y contaba con Frank J. Torres y Joan Tresserras como codirectores y guionistas.
Empezó a emitirse el 31 de octubre de 1997 y contó con una audiencia media de 1.061.000 y el 18,7 % del share.
El éxito del Padre Apeles en el programa Moros y cristianos y sus irónicos comentarios en el programa estival El puente le llevaron a presentar en 1997 por primera vez un programa en Telecinco.
Como acompañante tenía a Rocío Carrasco, que también se estrenaba en la presentación de programas. Fue una producción basada en un show televisivo It's your turn, formato de Endemol, que anteriormente había triunfado en distintas televisiones europeas.
Podía participar en el programa cualquiera que tuviese algo que decir o demostrar; para ello disponía de dos posibilidades: un escenario y una silla. Si el concursante tenía algo que decir ya fuese una queja, un discurso a favor de una idea política o simplemente quería recitar versos, se sentaba en la silla y el público del plató, a través de un mando a distancia, decidía si quería seguir escuchándolo o no. Cuando el voto negativo del público superaba el 50%, la silla se desplazaba por un carril y echaba del concurso al orador. Automáticamente, otro concursante empezaba a dirigirse al público.
El escenario estaba normalmente ocupado por gente con ganas de cantar. Otros bailaban u ofrecían un espectáculo de magia. En este caso el público decidía –a través del mando– cuando había que bajar el telón de acuerdo con el interés que despertaba la actuación. Los ganadores eran los que aguantaban más rato con el beneplácito del público.